# 캄차달인
캄차달인(러시아어; Камчадалы, Kamchadals)은 캄차카 지방의 원주민족들(이텔멘족을 비롯하여 코랴크족, 추반족, 러시아 아이누족 등)이 러시아인에 동화, 혼혈되어 형성된 집단을 가리키는 말이다. 이들의 원래 민족들은 17~18세기에 코사크계 러시아인들이 시베리아를 정복하는 과정에서 인구가 급감하였고 순식간에 코사크 러시아인들과 동화되었다. 단순히 이들 민족을 통틀어 가리키는 말로도 쓰이며, 대다수는 이텔멘족과 러시아인 간의 혼혈이다. 캄차달인은 대략 러시아에 2,000명이 거주하며 일본 홋카이도에도 동북부를 중심으로 100명 가량이 거주한다.
빠르게 동화된 것으로 인해 원래의 언어, 문화에 대한 정보가 비교적 많이 남아있지 않다. 캄차달족은 19세기까지는 알류샨 열도와 쿠릴 열도에도 분포하여 있었고, 쿠릴 아이누족 역시 순식간에 러시아인과 동화되었는데 이들은 러시아에서 별개 민족으로 인정받지 못하여 일부 후손들이 당국의 인정을 요구하는 운동을 벌이고 있다. 쓰는 언어는 이텔멘어와 추반어, 러시아어이다.